# Amathomyia antennata
Amathomyia antennata är en tvåvingeart som först beskrevs av Banks 1920.  Amathomyia antennata ingår i släktet Amathomyia och familjen rovflugor. Inga underarter finns listade i Catalogue of Life.